# 米特胡恩·查克拉博蒂
米特胡恩·查克拉博蒂為印度的演員、歌手、製作人、作家、社會工作者、企業家以及印度聯邦院的國會議員，曾三獲印度國家電影獎。